# いすみ鉄道
いすみ鉄道株式会社（いすみてつどう）は、千葉県夷隅郡大多喜町に本社を置く鉄道事業者。日本国有鉄道（国鉄）特定地方交通線の一つだった木原線を引き継いで、いすみ線として運営している、沿線自治体や民間企業が出資する第三セクター鉄道事業者である。

## 歴史
- 1987年（昭和62年）7月7日 - 設立[3][2]。
- 1988年（昭和63年）3月24日 - 東日本旅客鉄道（JR東日本）木原線廃止、いすみ線開業[6][7]。
- 2014年（平成26年）8月28日 - 台湾鉄路管理局の集集線と姉妹鉄道の縁組みを結び、周永暉同局局長（当時）来臨のうえ勝浦市内で仮調印式を行う。10月の本調印後は相互送客やイベントの共同企画に取り組む[8][注釈 1]。
- 2022年（令和4年） - 新卒社員を26年ぶりに採用[10]。
- 2024年（令和6年）10月4日 - いすみ線国吉駅 - 上総中川駅間で大原発上総中野行き普通列車が脱線。同線が全線で運転見合わせとなり、代行輸送開始（後節参照）。

## 路線
- いすみ線 大原駅 - 上総中野駅 26.8 km[1]（第1種鉄道事業）

## 車両

### 現用車両

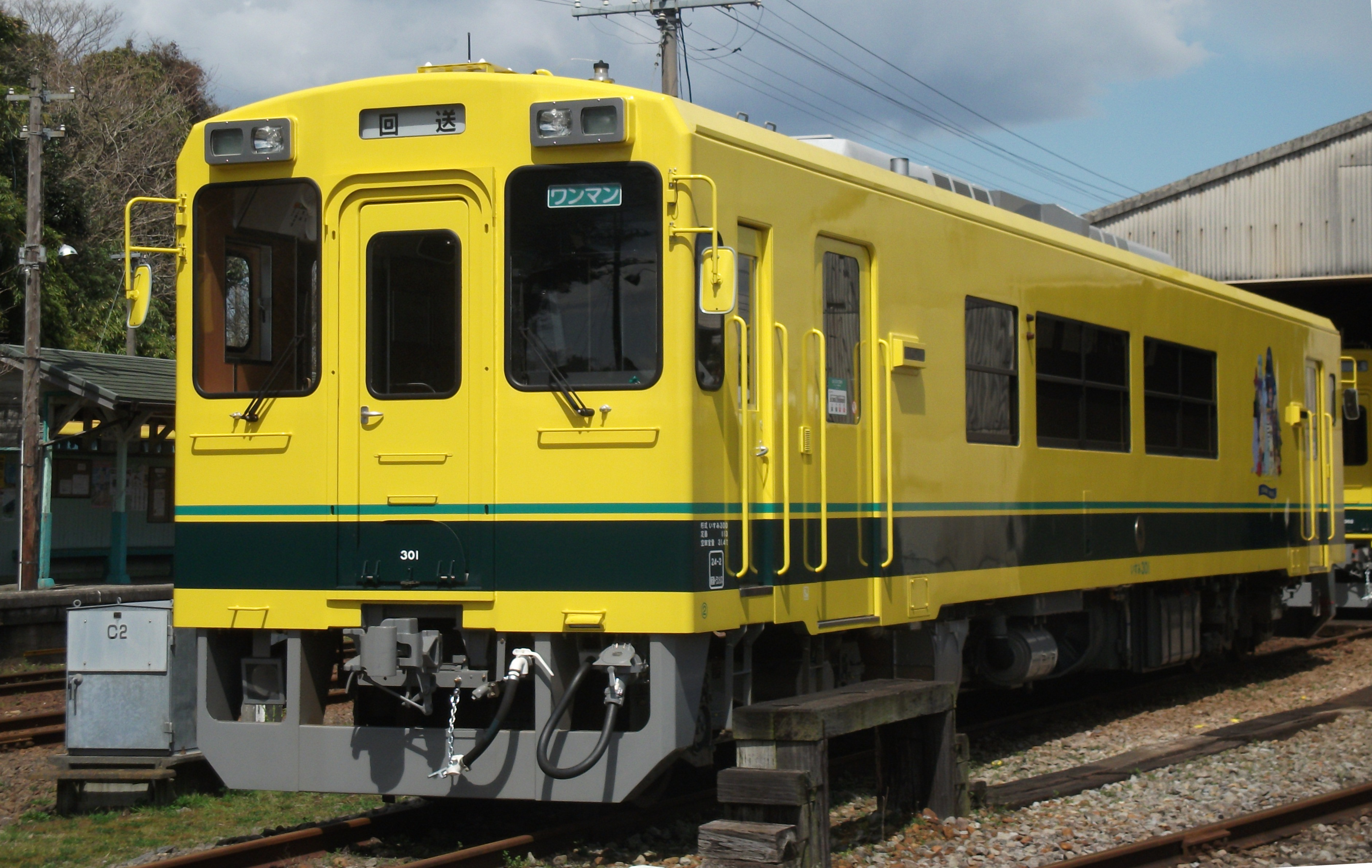
いすみ300型 (301 - 302)：2両在籍
2012年3月28日に運行開始。2011年11月3日鳥塚社長自らのブログで存在が明らかにされ、2012年1月3日に導入を発表。同年2月22日に大多喜駅車両基地に301・302が搬入された。
新潟トランシスが製造するNDCであり、基本的な車体構造は真岡鐵道のモオカ14形（後期形）や松浦鉄道のMR-600形（いずれも日本車輌製）をベースとしている。座席配置はいすみ200型とは異なりセミクロスシートとなる。開閉可能な側面窓、国鉄の列車を模した青色モケットのクロスシート座席、木目調の内装、幕式の行先表示器などが特徴である。車内には、トイレとその脇にムーミンのぬいぐるみを備えた棚が設置された。2014年度までに3両が導入される予定であったが、3両目は後述のキハ20 1303として導入されることとなった。
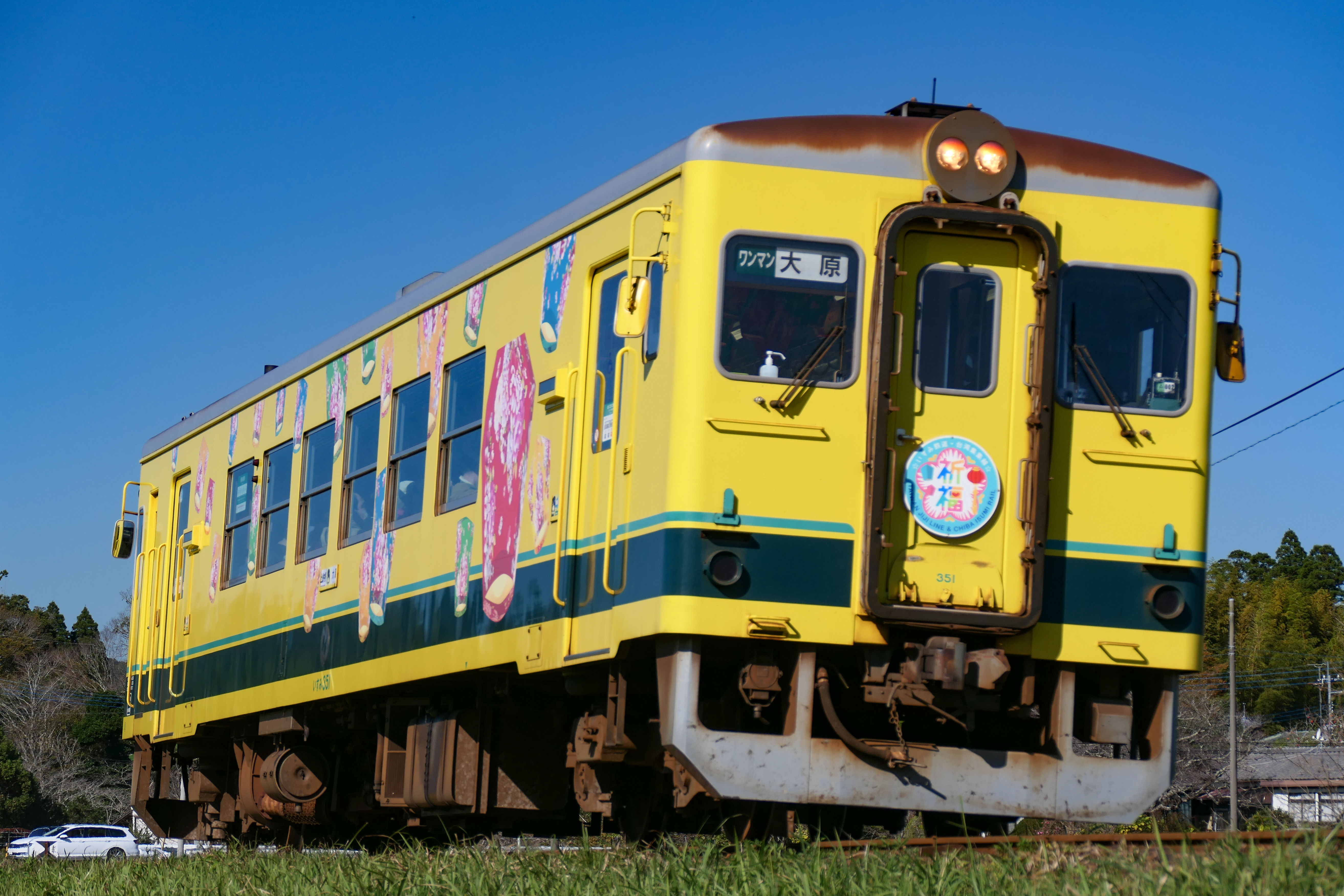
いすみ350型 (351 - 352) ：2両在籍
いすみ300型と同様に鳥塚社長のブログで導入が発表された。2013年2月1日営業運転開始[11]。
機器的にはいすみ300型と同一のNDCであるが、車体は国鉄キハ20系気動車をモチーフにしたもの。車内はいすみ200型と同様のトイレなしオールロングシートとなった。
352は2013年12月導入予定であったが諸事情により遅れ、2014年1月23日に搬入、同年2月17日より運行が開始されている。
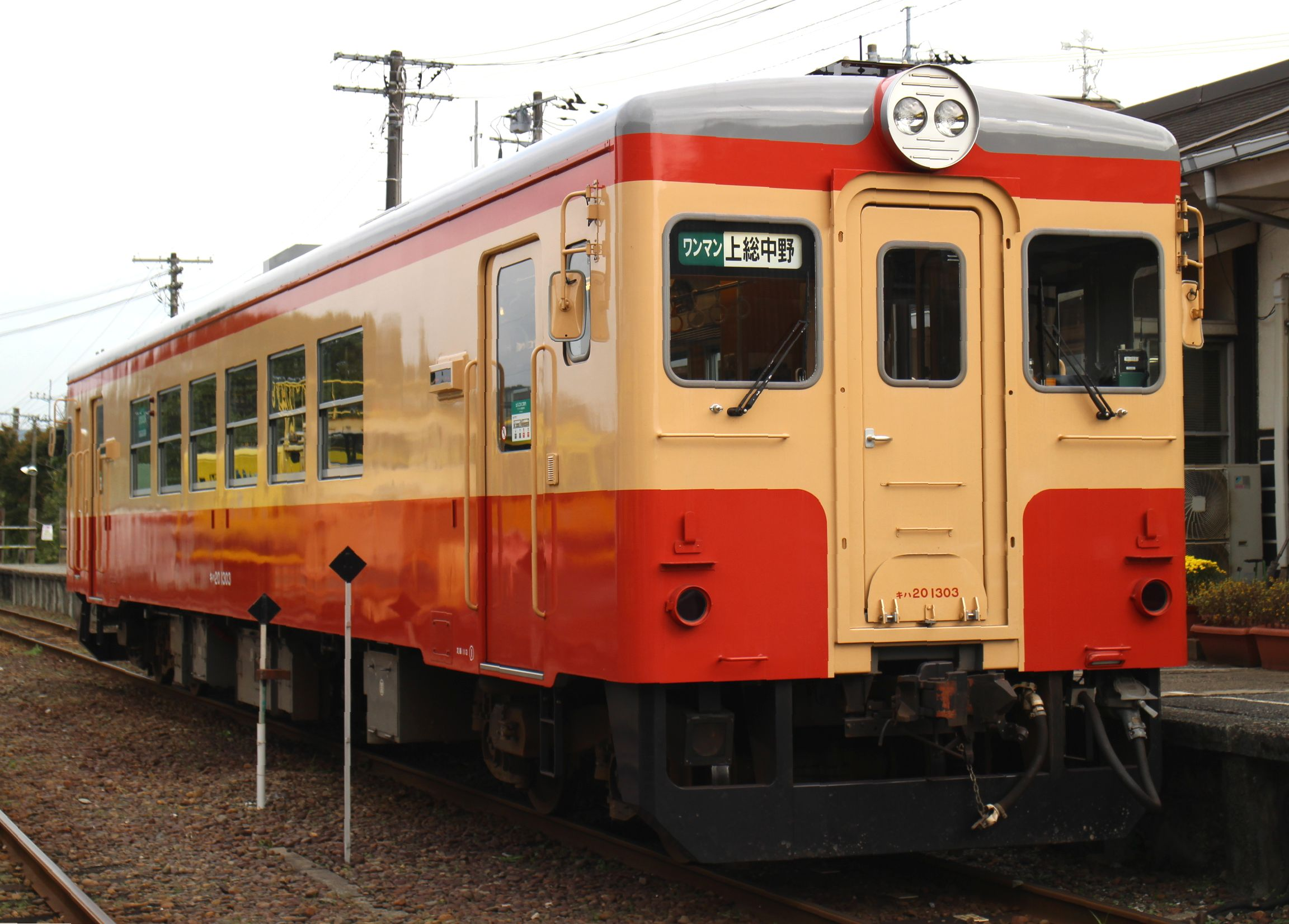
キハ20 1303
いすみ鉄道が、老朽化したいすみ200'型を置き換えのために導入した、いすみ300型2両といすみ350型2両に続く新型車両の5両目の車両であり、この車両の導入により新型車両への置き換えが完了する予定である。いすみ300型やいすみ350型と同じく、新潟トランシス製のNDCであるが、車体形状はいすみ350型と同じとし、内装はいすみ300型と同じとしている。車体塗装は、国鉄時代の昭和の再現として、国鉄一般色と呼ばれるベージュ（クリーム4号）とオレンジ色（朱色4号）のツートンカラーとしており、形式にも「キハ」の形式名が与えられている。これには、この車両が運用に付いた際には、平日の運用は新型車両5両で行われるため、平日の運用でも「キハ」がいすみ線を走行している運用を実現して、いつでも「キハ」に乗ることができる観光鉄道とするためであるとしている。
「キハ20 1303」の形式名になった理由には、最初の頃は、内装がいすみ300型と同じであるため、その続番である303となり、「キハ303」の形式名が考えられていたのだが、「キハ303」は岡山県で保存されている旧同和鉱業片上鉄道の車両や甘木鉄道で運用されているAR303と形式名が同じになる理由で却下となり、その後、この車両が「両運転台・1エンジン搭載」気動車であるため、国鉄時代の気動車であるキハ20系と同じであるので「キハ20 303」ではどうだろうかとなったが、同番号の車両はかつて四国に存在していたことが判明したことから、オリジナリティーを出すために1000番台に振り分けて「キハ20 1303」となった経緯があったと鳥塚社長がブログで述べている[12]。2015年6月22日に、製造元の新潟トランシスからトレーラーによる陸送で大多喜の車両基地に到着し、各種試験や試運転の後に同年9月24日から営業運転を開始した[13]。

- いすみ300型
- いすみ350型
- キハ20 1303

### 過去の車両
- いすみ200'型 (201 - 207)
転換当初に「いすみ100型」として導入された車両で、かつて富士重工業が第三セクター鉄道向けに製造していたLE-CarIIシリーズの一形式である。後乗り前降り制のワンマンカー。当初座席タイプはセミクロスシートで形式称号は「いすみ100型」であったが、ロングシート化に際し「いすみ200型」に、さらにその後の床の張替えで「いすみ200'型」に改番された。老朽化に伴う新型車両の導入により2010年から順次廃車が始まり、2024年までにかけて7両全車が廃車となった。
- キハ28形 (2346)
西日本旅客鉄道（JR西日本）富山地域鉄道部富山運転センター車両管理室に所属し、2011年3月11日までキハ58系最後の定期運用に使用された4両のうち保留車となっていた車両。2012年8月27日に鳥塚社長のブログでJR西日本から導入することが発表され[14]、車体塗装を国鉄急行色に変更後に2013年3月9日から先行導入されていたキハ52 125と連結して営業運転を開始した。
この車両は1964年4月15日米子機関区（現在の後藤総合車両所）に新製配置されたが、同年5月24日付で新潟機関区（現在の新潟車両センター）に転出、同年7月14日付で千葉気動車区に転出して房総地区での海水浴客輸送に使用され、同年9月17日に米子機関区に転出。実質的には貸し渡し的な転出入で1985年までは山陰地区で、それ以降2011年まで北陸地区で運用され続けた。いすみ鉄道ではレストラン列車などに利用されていた[15]。
四国旅客鉄道（JR四国）から急行「いよ」「うわじま」のヘッドマークがいすみ鉄道に貸し出されることになり、2021年10月9日から12月末までキハ28形に取り付けて土休日の観光急行列車で運行されることになった[15][16]。
老朽化を理由に2022年11月27日で定期運行を[17][18]、2023年2月8日で貸切などでの不定期運行も終了した[19]。
- キハ52形 (125)
JR西日本富山地域鉄道部富山運転センター車両管理室に所属し、大糸線非電化区間で運用されていた車両。1965年製造[20]。2010年の廃車後に、いすみ200型の置き換えおよび観光用目的でJR西日本から譲渡された。いすみ鉄道到着後の同年12月12日に大多喜駅構内で撮影会を行った後に国鉄一般色（クリーム4号+朱色4号）に車体塗装を変更し、翌2011年1月9日にお色直し撮影会。全般検査後の同年3月27日にお披露目撮影会、翌4月8日にチャリティー公開試運転を行い、同月29日から「観光急行列車」として営業運転を開始した[21]。この時点でキハ52の稼働車両は日本全国でもいすみ鉄道のみであった。この車両による小湊鉄道線との相互乗り入れ構想があることも社長自らのブログで明らかにしており、2014年3月からは、車体塗装を国鉄一般色から首都圏色（朱色5号）に変更して運用されていた[22][23]。老朽化に伴い2019年に国鉄一般色へ再塗装されたが、必要な費用をいすみ鉄道元社長の鳥塚亮が理事長を務めるNPO法人「おいしいローカル線をつくる会」（東京）が同年元日からクラウドファンディングで募集したところ、約1週間で目標額が調達された[20]。
しかし、8年に1度の全般検査期限を迎え、車両の老朽化が顕著なこと、交換部品の調達困難や検査費用が高額なことなどから、営業運転を終了することなった。2025年4月27日・5月11日・6月15日に引退記念イベントを開催（6月15日は当初5月10日予定からの延期）し、営業運転を終了した[24][25][26][27]。なお、古竹孝一社長は「地域に似合う車両。どう活用するか考えたい」と語り、保存の意向を示している[28][29]。

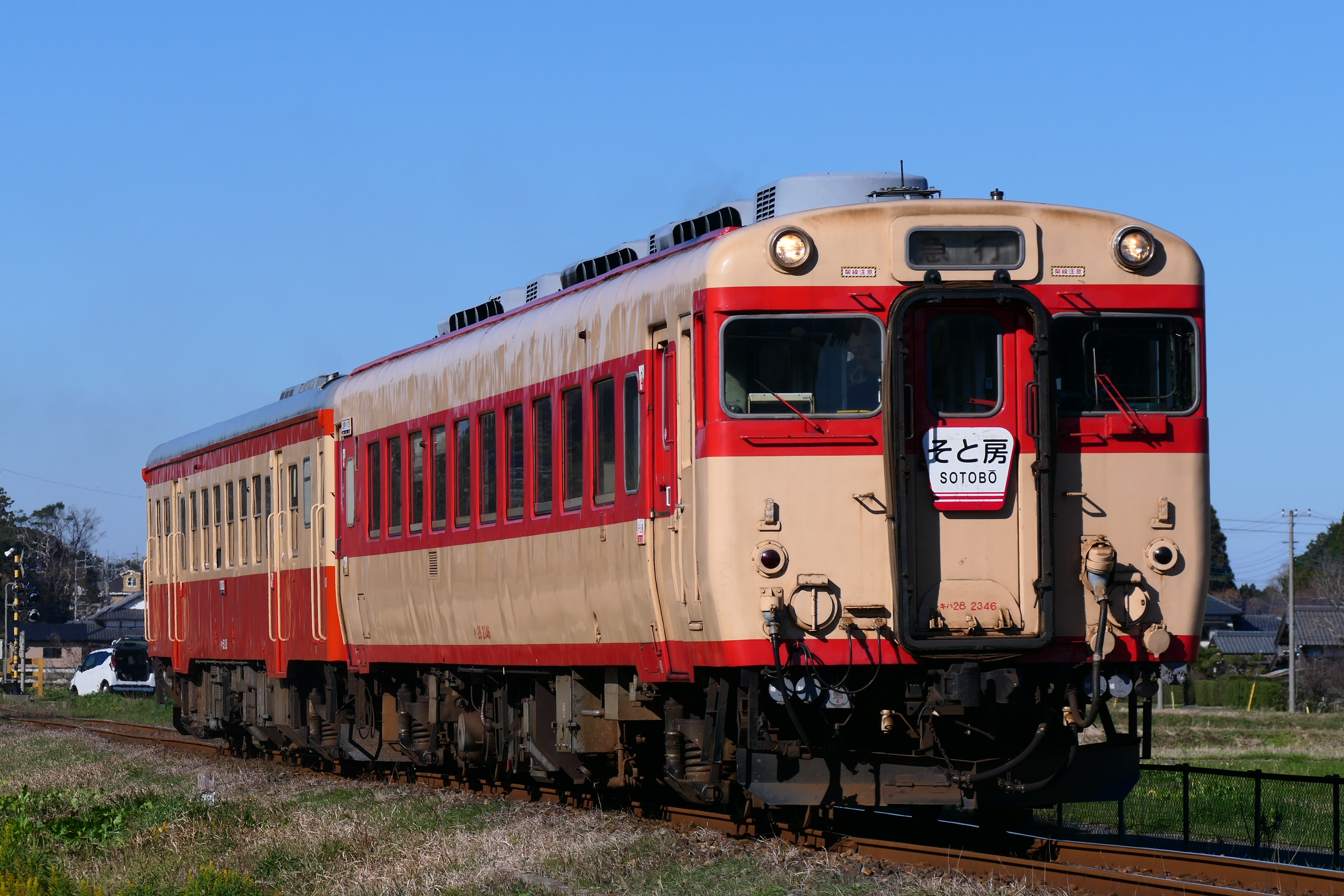
キハ28 2346（手前側の車両）
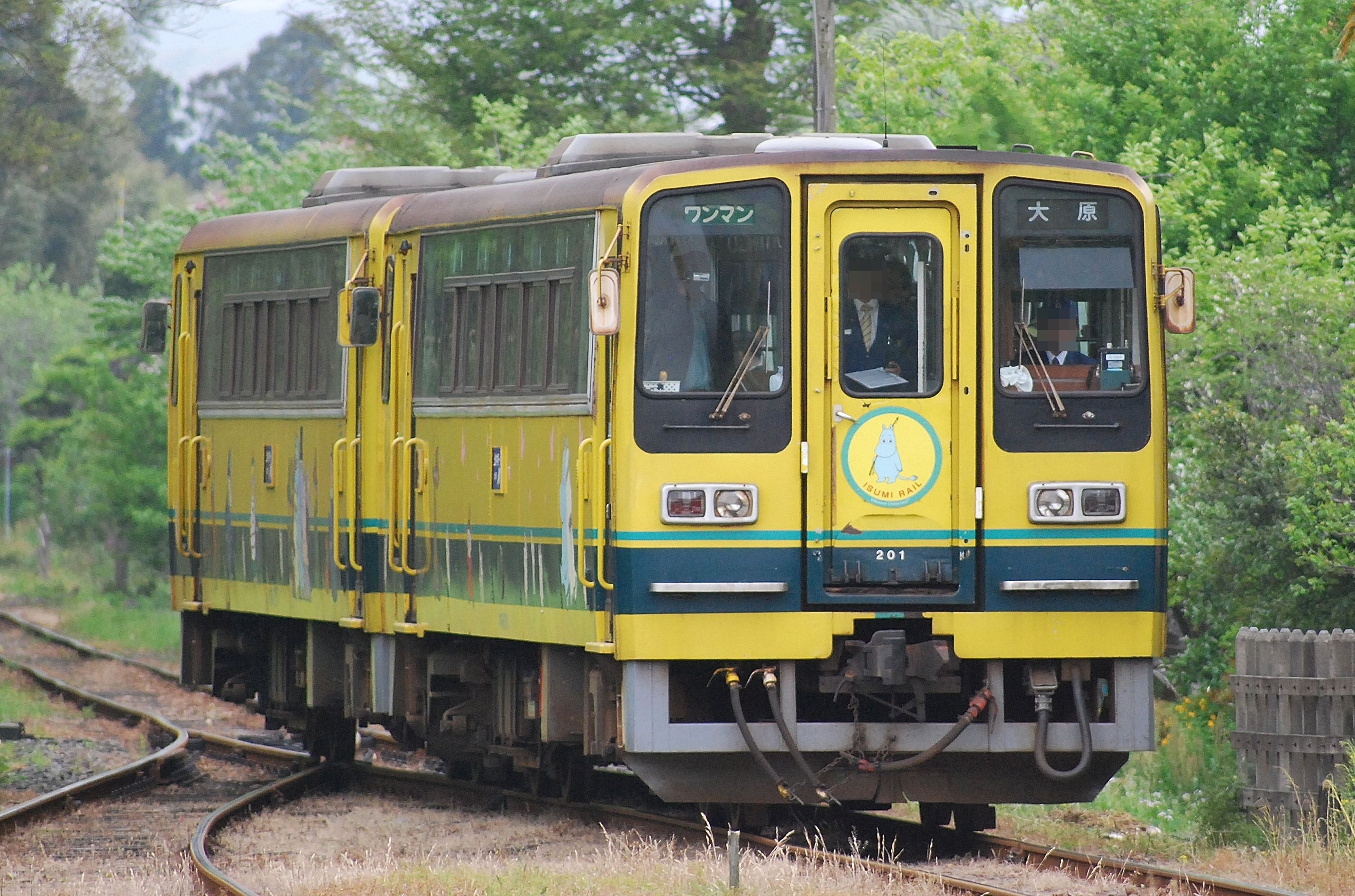
いすみ200'型
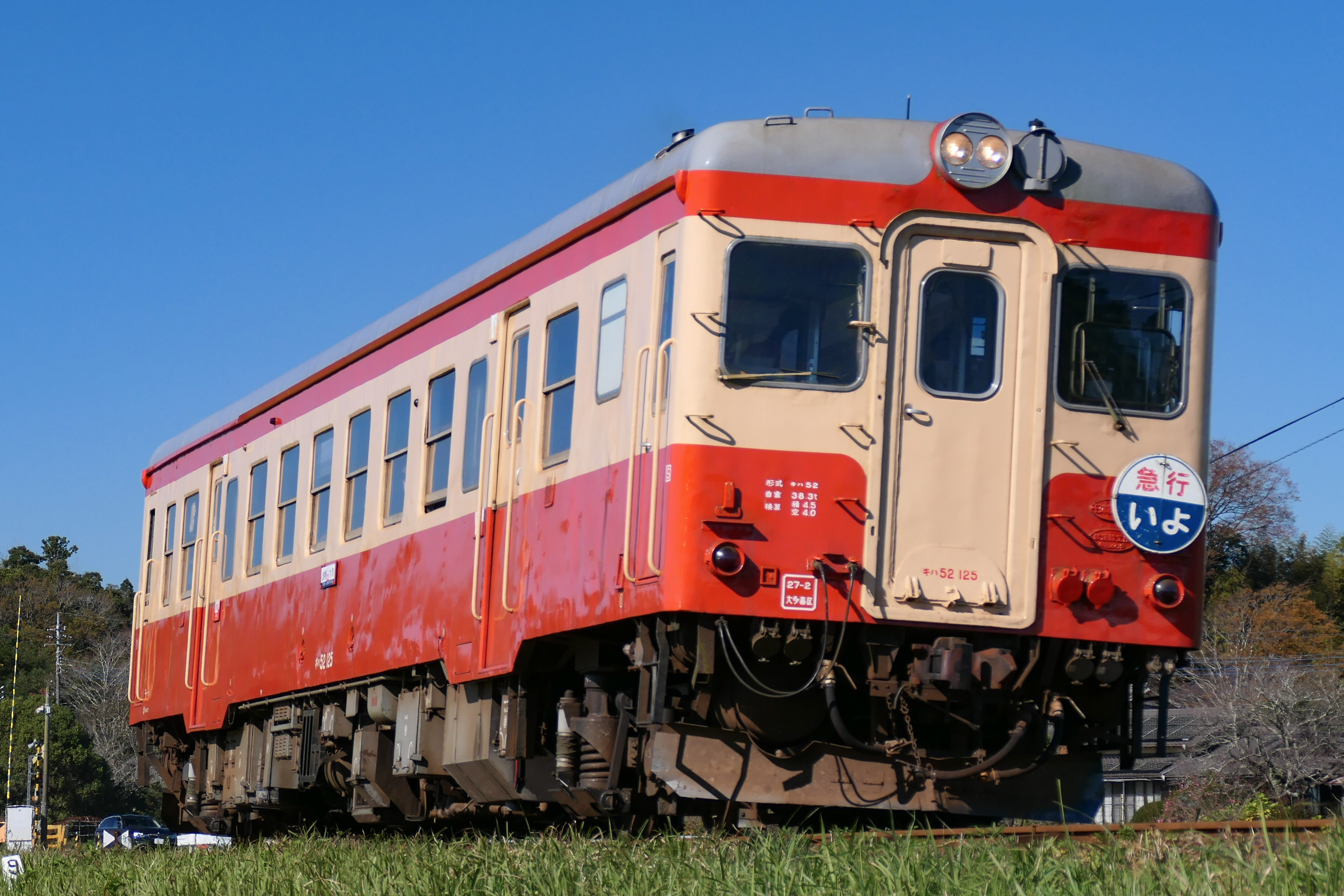
キハ52-125（国鉄気動車標準色）

### 保存車両
- キハ30形 (62)
JR東日本幕張車両センター木更津派出所属で、2012年12月に久留里線での運用を終了したキハ30 62を2013年1月16日深夜に木更津から配給輸送し、国吉駅に留置している[30]。キハ30 62は新製配置が勝浦機関区で、木原線時代に入線経歴がある。ただし、エンジンはキハ52・キハ28と違い、オリジナルのDMH17系ではなくカミンズ製のDMF14HZに換装されている。

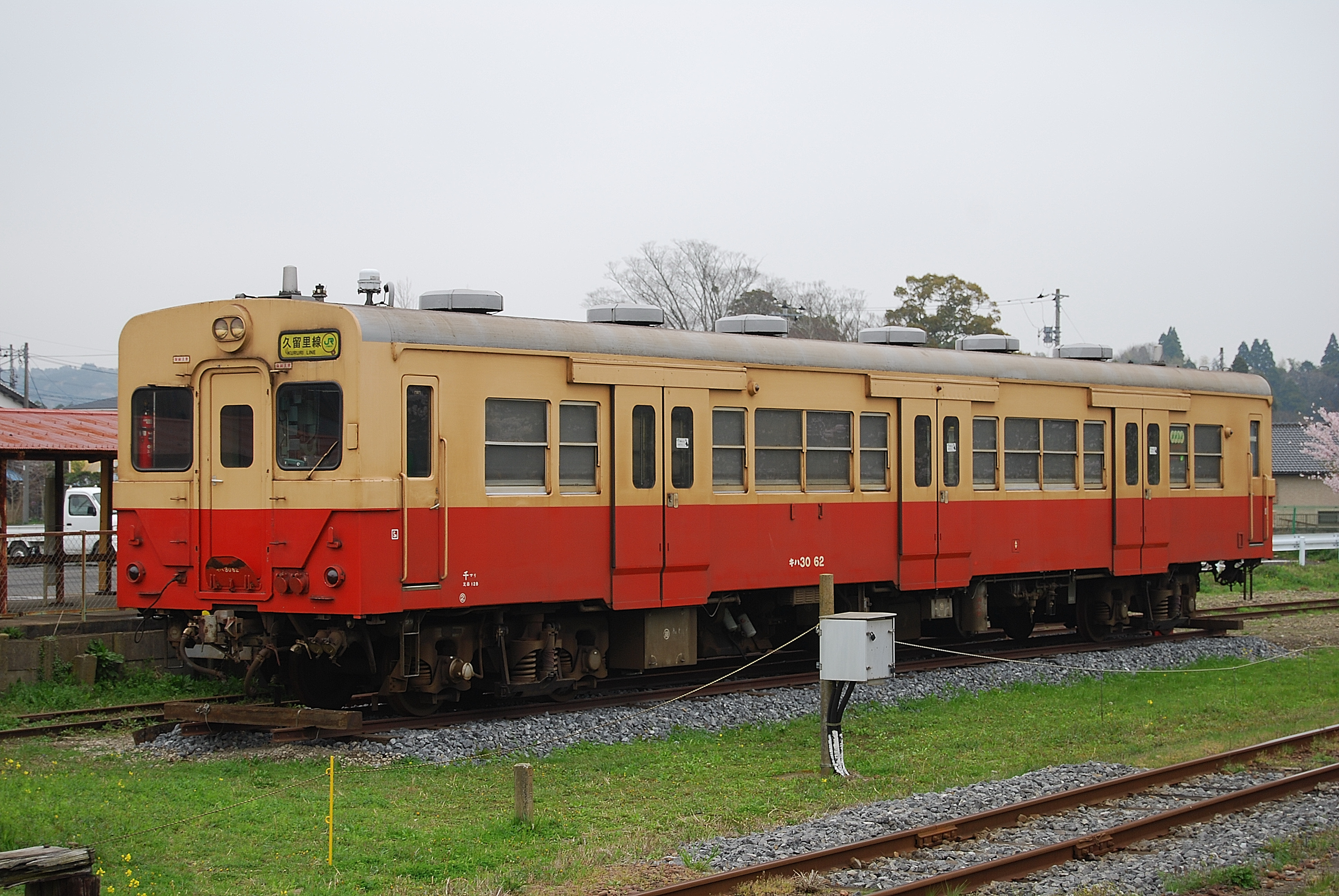
国吉駅構内に留置されたキハ30 62

## 運賃
大人普通旅客運賃（小児半額・10円未満切り上げ）。2019年10月1日改定。
| 190 | 西大原 |        |        |      |          |          |        |        |        |        |      |      |          |
| 260 | 260    | 上総東 |        |      |          |          |        |        |        |        |      |      |          |
| 330 | 260    | 190    | 新田野 |      |          |          |        |        |        |        |      |      |          |
| 330 | 330    | 260    | 190    | 国吉 |          |          |        |        |        |        |      |      |          |
| 410 | 410    | 330    | 260    | 260  | 上総中川 |          |        |        |        |        |      |      |          |
| 480 | 480    | 410    | 330    | 260  | 190      | 城見ヶ丘 |        |        |        |        |      |      |          |
| 550 | 480    | 410    | 330    | 330  | 260      | 190      | 大多喜 |        |        |        |      |      |          |
| 610 | 550    | 480    | 410    | 410  | 330      | 260      | 190    | 小谷松 |        |        |      |      |          |
| 610 | 550    | 480    | 480    | 410  | 330      | 260      | 260    | 190    | 東総元 |        |      |      |          |
| 610 | 610    | 550    | 480    | 410  | 330      | 260      | 260    | 190    | 190    | 久我原 |      |      |          |
| 670 | 610    | 550    | 480    | 480  | 410      | 330      | 330    | 260    | 190    | 190    | 総元 |      |          |
| 730 | 670    | 610    | 550    | 550  | 480      | 410      | 410    | 330    | 260    | 260    | 190  | 西畑 |          |
| 730 | 730    | 670    | 610    | 550  | 480      | 410      | 410    | 330    | 330    | 260    | 260  | 190  | 上総中野 |

| キロ程         | 運賃（円） |
| -------------- | ---------- |
| 初乗り1 - 3 km | 190        |
| 4 - 6          | 260        |
| 7 - 9          | 330        |
| 10 - 12        | 410        |
| 13 - 15        | 480        |
| 16 - 18        | 550        |
| 19 - 21        | 610        |
| 22 - 24        | 670        |
| 25 - 27        | 730        |

急行列車を利用の場合は乗車券・急行券が必要。急行列車の指定席を利用の場合は乗車券・急行券に加えて指定席券が必要。
- 急行料金：全線均一300円（小児半額・10円未満切り上げ）
- 指定席料金：全線均一300円（小児同額）

2011年4月から急行・指定席料金が設定されたが、急行券・指定席券の発売は急行の始発駅のみで行なっている。
乗車券は、列車内と大原駅・大多喜駅では自動券売機で発売している。大多喜駅では硬券の入場券が購入できる。Suica、PASMOなどのICカードは一切使えない。
- 入場券：170円（小児半額）

## 割引乗車券
以下の乗車券類が発売されている。
- いすみ鉄道1日フリー乗車券（平日用大人：1,200円 小人：600円、土休日用大人：1,500円 小人：750円。土休日用は急行の自由席が利用可能）
- 房総横断記念乗車券（いすみ鉄道 大原駅 - 小湊鉄道 五井駅間の片道割引乗車券、途中下車可能。大人：1,730円 小人：870円）

## 経営・存廃問題
木原線が第三セクター化されて以降、長年にわたっていすみ鉄道は赤字経営が続いており、2006年度で約1億2,700万円の赤字を出している。そこで、千葉県をはじめとする地元自治体などによって結成された「いすみ鉄道再生会議」は、「2008年からの2年間は収支検証期間として鉄道を存続させるが、2009年度決算でも収支の改善見込みが立たない場合、鉄道の廃止も検討する」ことを取り決めた。
このため、経営立て直しのために2007年12月から社長を一般公募し、翌2008年2月に千葉県のバス会社平和交通社長（当時）の吉田平に内定し、同年3月26日の臨時株主総会と取締役会で正式決定し、4月に就任した。
ところが2009年2月、吉田が千葉県知事選挙への出馬と社長辞任を発表したため、同年5月4日に社長の再公募を発表し、6月1日、123人の公募の中から元ブリティッシュ・エアウェイズ旅客運航部長の鳥塚亮が内定し、同月28日に開かれた株主総会と取締役会を経て代表取締役社長に就任した。
2008年から煎餅「い鉄揚げ」や2009年には饅頭「房総のけむり饅頭」を販売している。また、同年10月以降、大原・国吉・大多喜の各駅に直営店を開店（大多喜駅は新装リニューアル）し、ウェブショップも開設した。
観光客を増やす増収策としてはこのほか、キハ28形車内のテーブル席でイタリア料理などを提供する「レストラン列車」を実施している。
2010年3月4日には、訓練費700万円を自己負担することを条件に列車運転免許を取得できるという運転士採用プランを発表した。同プランに基づき40代から50代の男性4名が採用された。その後、4人はディーゼル列車の運転資格である国土交通省の動力車操縦資格試験に合格し、2012年夏より単独乗務している。これを題材とした『菜の花ラインに乗りかえて』というテレビドラマが制作されている。
こうした経営努力の結果、同年8月6日に鉄道の当面の存続が決定した。存続の決定後は、老朽化していたレールバスのいすみ200形の代替に取り掛かり、いすみ300形といすみ350形の新型車両を導入したほか、沿線の活性化にも更に力を入れてきたが、鳥塚社長は2018年6月12日の株主総会をもって任期満了で退任となった。
鳥塚社長の退任後は、翌6月13日から暫定的に千葉県副知事の髙橋渡が社長を務めたが、その後改めて後任の社長の公募を行い、香川県の日新タクシー会長の古竹孝一が選出され、2018年11月7日の株主総会で社長に就任した。

## 脱線事故
2024年10月4日午前8時8分頃、いすみ線国吉駅 - 上総中川駅間の苅谷踏切付近で、大原発上総中野行きの5D列車（いすみ350型351・352の2両編成）が脱線した。乗客104名と運転士1名に負傷者はいない。これによりいすみ鉄道は大原駅 - 上総中野駅間の全線で運転を見合わせとなり、バスによる代行輸送を行っている。運転再開の見通しは立っていない。この列車は国吉駅を定刻に出発し、時速42kmで走行中、中平戸踏切を過ぎたあたりで列車に異音、揺れを感じたため、列車を停車させ確認したところ、2両の車輪8軸のうち6軸が脱線していることが判明した。現在、国の運輸安全委員会による調査が行われている。

## テレビ番組
- 日経スペシャル カンブリア宮殿 本当の価値で客を集めろ！赤字鉄道の感動再生術（2016年4月21日、テレビ東京）- 当時のいすみ鉄道社長 鳥塚亮が出演[52]。